# Листопад Валентин Антонович
Валентин Антонович Листопад — український військовослужбовець, генерал-майор, заступник командувача Повітряних сил Збройних сил України. Лицар ордена Богдана Хмельницького III ступеня (2022), кавалер ордена Данила Галицького (2022).

## Життєпис
Військовий льотчик.
Станом на вересень 2021 року — полковник, командувач операційного командування Повітряних Сил ЗСУ.
Станом на лютий 2022 року — полковник, заступник командувача Повітряних сил Збройних сил України.
7 серпня 2022 року, в день повітряних сил ЗСУ, отримав звання генерал-майора.
Син — військовий льотчик МіГ-29, майор (посмертно) Антон Листопад, брав участь в Операції об'єднаних сил та відбитті російського вторгнення у 2022 році, загинув у повітряному бою 8 серпня 2022 року.

## Нагороди
- орден Богдана Хмельницького III ступеня (19 травня 2022) — за особисту мужність і самовіддані дії, виявлені у захисті державного суверенітету та територіальної цілісності України, вірність військовій присязі[5];
- орден Данила Галицького (2 травня 2022) — за особисту мужність і самовіддані дії, виявлені у захисті державного суверенітету та територіальної цілісності України, вірність військовій присязі[6].

## Військові звання
- полковник;
- бригадний генерал (28 лютого 2022)[2];
- генерал-майор (7 серпня 2022)